# Nyctimystes myolae
Nyctimystes myolae é uma espécie de anfíbio anuro da família Hylidae. Está presente na Papua-Nova Guiné. A UICN classificou-a como deficiente de dados.